# Beeston and Stapleford
Koordinaten: 52° 56′ N, 1° 13′ W
Beeston and Stapleford war in den Jahren 1935-1974 ein städtischer Distrikt innerhalb von Nottinghamshire in Mittelengland am westlichen Stadtrand von Nottingham. Die Verwaltungseinheit wurde im Rahmen einer Reform des Shires durch eine so genannte County Review Order geschaffen. Beeston gehörte zuvor selbst zu einem städtischen Distrikt, dem dann der gesamte ländliche Distrikt von Stapleford hinzugefügt wurde, der aus den Gemeinden Bramcote, Chilwell, Stapleford und Toton bestand. 1974 wurde Beeston and Stapleford schließlich in den Borough von Broxtowe eingemeindet. In Beeston and Stapleford leben heute etwa 68.000 Einwohner.